# Хоменко, Александр Григорьевич
Александр Григорьевич Хоменко (20 декабря 1926 года — 23 ноября 1999 года) — советский и российский фтизиатр, академик АМН СССР (1988), академик РАМН (1992).

## Биография
Родился 20 декабря 1926 года.
В 1949 году — окончил лечебный факультет Харьковского медицинского института.
С 1949 по 1951 годы — врач-ординатор в туберкулезном санатории «Занки» Харьковской области, с 1951 по 1965 год работал на кафедре туберкулеза Украинского института усовершенствования врачей (Харьков), с 1960 по 1965 год заведовал этой кафедрой, одновременно с 1961 по 1965 год возглавлял Харьковский НИИ туберкулеза.
В 1965 году — защитил докторскую диссертацию, тема: «Клинические варианты кавернозных форм туберкулеза и их излечение», а в 1966 году - присвоено учёное звание профессора.
С 1965 по 1969 годы — работал в Женеве ответственным специалистом по туберкулезу секретариата ВОЗ.
В 1970 году вновь возглавлял кафедру туберкулеза Украинского института усовершенствования врачей (Харьков), где проработал до 1973 года.
С 1973 года и до конца жизни — директор ЦНИИ туберкулеза.
В 1980 году - избран членом-корреспондентом АМН СССР.
В 1988 году - избран академиком АМН СССР, в дальнейшем стал академиком РАМН.
Умер 23 ноября 1999 года от рака поджелудочной железы, похоронен на Троекуровском кладбище Москвы.

## Научная и организационная деятельность
Автор свыше 200 научных работ, в том числе 7 монографий, посвященных главным образом вопросам клиники, дифференциальной диагностики и лечения туберкулеза легких.
На основе клинико-рентгенологических признаков описал отличия кавернозной формы туберкулеза легких от фиброзно-кавернозной.
Председатель Всесоюзного научного медицинского общества фтизиатров, ответственный редактор редакционного отдела «Фтизиатрия» БМЭ, редактор журнала «Проблемы туберкулеза», почетный член обществ фтизиопульмонологов ряда социалистических стран.
Руководил организацией и проведением VIII (1973) и IX (1979) Всесоюзных съездов фтизиатров.

### Сочинения
- Клиника и лечение кавернозных форм туберкулеза, Киев, 1964;
- Клинические варианты кавернозных форм туберкулеза легких и их излечение, дисс., Харьков, 1964;
- Туберкулез как проблема международного здравоохранения, М., 1968;
- Специфическая медикаментозная терапия туберкулеза, М., 1970 (совм. с Либовым A. Л.);
- Теория и практика борьбы с туберкулезом как проблема международного здравоохранения, М., 1975;
- Химиотерапия туберкулеза легких, М., 1980 (авт. ряда ст. и ред.);
- Туберкулез органов дыхания, М., 1981 (авт. ряда гл. и ред.);
- Саркоидоз, М., 1982 (авт. ряда гл. и ред. совм. с Швайгером О.).

## Награды
- Орден Трудового Красного Знамени
- Государственная премия СССР (1982) — за цикл работ по клиническому значению L-трансформации лекарственной устойчивости и количественных изменений микобактериальной популяции в процессе химиотерапии туберкулёза
- Орден Дружбы народов (1993)[4]
- Заслуженный деятель науки Российской Федерации (1996)[5]